# B (dźwięk)
B – obniżony bemolem dźwięk h (odległy o kwartę czystą od f). Jego częstotliwość dla b¹ wynosi około 466,1 Hz. Stanowi tonikę gam B-dur i b-moll. Nazwa tego dźwięku stanowi wyjątek na tle pozostałych nazw dźwięków obniżonych pojedynczym bemolem, w przypadku tworzenia których stosuje się dodaną do nazwy dźwięku obniżanego końcówkę -es. Enharmonicznie dźwięki o tej samej wysokości to: ais oraz ceses.
Takie oznaczenie stosowane jest w Polsce, Niemczech i krajach skandynawskich. W pozostałych krajach litera B oznacza „polski” dźwięk H (pół tonu poniżej C, 493,9 Hz), a H obniżone o pół tonu nazywa się „bes” lub „b-flat” (B z bemolem).
Niejednoznaczność nomenklatury wynika z używanego w średniowieczu nieprzejrzystego systemu notacji, opierającego się o pismo gotyckie, w którym litery B i H wyglądały podobnie. Różne nazwy tych samych dźwięków powodują pewne problemy w odczytywaniu zagranicznych wydań nut. Również polskie wydania nut muzyki rozrywkowej często używają notacji zapożyczonej z wydań amerykańskich. Szwecja w 1990 roku wprowadziła w edukacji muzycznej zmiany mające na celu częściową redukcję problemu.